# Rise Above Records
Rise Above Records är ett skivbolag baserat i England, ägt av Lee Dorrian (från bandet Cathedral). Skivbolaget specialiserar sig på doom och sludge metal.

## Artister
- Capricorns
- Cathedral
- Electric Wizard
- Firebird
- Ghost
- Goatsnake
- Grand Magus
- Last Drop, The
- Orange Goblin
- Pentagram
- Pod People
- Saturn
- Sally
- Sea of Green
- sHEAVY
- Shallow
- Sunn O)))
- Teeth of Lions Rule the Divine
- Unearthly Trance
- Witchcraft
- Troubled Horse